# Fönlaki csata
A fönlaki csata Cserni Jován és I. János magyar király között lezajlott ütközet, amely a délvidéki szerbek győzelmét hozta.
Cserni Jovánt a határőrvédelemre megszervezendő szerbek élére állították eredetileg, de ő 1526 végén felkelést robbantott ki és a Habsburgoknak tett hűséget.

Perényi Péter erdélyi vajda seregét szétverte Tiszaszőlősnél, ezután elfoglalta Szegedet, majd az ellene vonuló Szapolyai serege elé ment. Szapolyai valószínűleg kisebb erőkkel rendelkezett, ezért Jován hamar szétszórta őt. Ezután nyomult be Jován Dél-Erdélybe és felégette a szászok vidékeit.
Mivel a környék magyar parasztjai és nemesei állandóan harcoltak ellene, ezért a szép lassan széthullott és Szeged mellett hamarosan megsemmisült.